# Polje pri Vodicah
Polje pri Vodicah – wieś w Słowenii, w gminie Vodice. W 2018 roku liczyła 267 mieszkańców.